# La regina delle piramidi
La regina delle piramidi (Land of the Pharaohs) è un film del 1955 diretto da Howard Hawks.

## Trama
Il faraone Cheope, che ha vinto tante guerre e battaglie e conquistato molte terre e molti regni, è ossessionato dalla preparazione della tomba per la sua "seconda vita". Insoddisfatto dalle offerte dei propri architetti, affida all'architetto Vashtar, dotato di un ingegno grazie al quale era quasi riuscito a impedire al suo popolo di venire conquistato e schiavizzato da Cheope, la costruzione di una maestosa piramide a prova di profanatori di tombe: la piramide ha la particolare caratteristica di chiudersi automaticamente dall'interno sfruttando i vasi comunicanti e la sabbia per spostare i pesanti blocchi di pietra per la chiusura ermetica. In caso di successo, Cheope libererà lui e il suo popolo, ma Vashtar, una volta che la piramide sarà completata, dovrà morire in modo che i suoi segreti non vadano divulgati.
Durante gli anni nei quali viene costruita la piramide, il faraone esige tributi e operai da tutti i suoi territori, ammassando così una grande quantità di oro e tesori che gli saranno interceduti. Ben presto in Egitto arriva Nellifer, una principessa proveniente dal tributario stato di Cipro; arrivatavi in qualità di ambasciatrice, ella si offre al faraone come dono dei ciprioti, affermando che, essendo povera, la sua gente è dunque incapace di pagargli il tributo dovuto. Divenuta così la seconda moglie di Cheope, la donna riesce a farsi portare dal faraone nella sua tesoreria, praticamente colma fino all'orlo ma da utilizzare solo per la sua "seconda vita". Si impossessa di una collana riccamente ornata, e nonostante in un primo momento sia costretta a togliersela per ordine del faraone, se la rimette, e la usa per sedurre Treneh, il capitano della guardia.

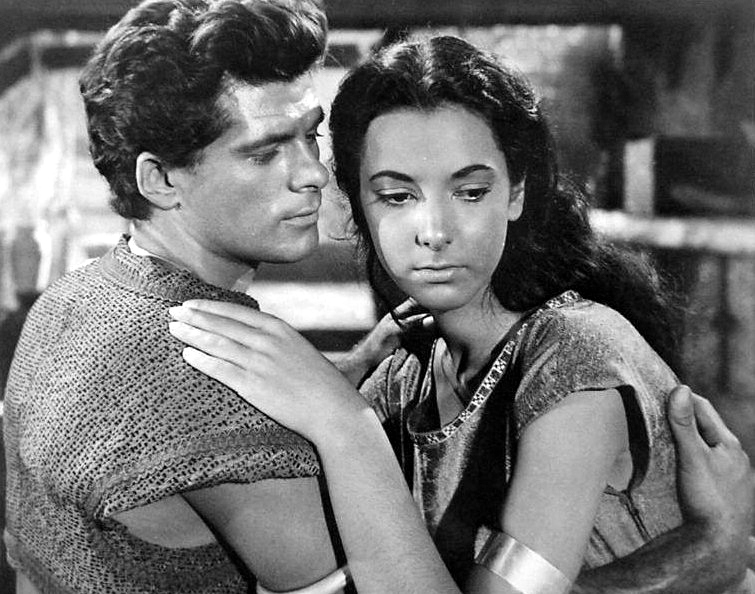
Dewey Martin e Luisella Boni in una foto pubblicitaria del film.

Poco dopo, nei cantieri della piramide, Senta, figlio di Vashtar, salva Cheope da un blocco di pietra sfuggito di mano da un operaio, anche se il faraone rimane ferito. Sul capezzale di quest'ultimo, Senta gli rivela che anche lui conosce i segreti della tomba, ed è conscio del fatto che dovrà condividere il destino del padre. Cheope gli è però grato, e gli offre qualsiasi cosa egli desideri: Senta sceglie Kyra, la schiava di Nellifer, che la donna tratta con una certa crudeltà.
Intanto, Nellifer si serve di un cobra, preso da un incantatore di serpenti con l'aiuto di Treneh, per assassinare la regina Nailla, suo figlio Zanin e il marito Cheope, in modo da dominare l'Egitto. Partendo con i primi due, convince Cheope che nel lontano nord vi è una tomba contenente un grande tesoro, allontanandolo così dal palazzo, e dona a Zanin un flauto insegnandogli una melodia dalla quale il serpente sarà attratto. Vedendo che il serpente si sta avvicinando al figlioletto, Nailla si sacrifica per salvarlo.
Udendo della morte della regina, Cheope manda degli investigatori alla ricerca di vari incantatori di serpenti. Nel panico, Nellifer manda il suo servo Mabuna a uccidere Cheope nell'oasi dove si trova: questi però riesce solo a ferire il faraone, dal quale viene ucciso. Cheope ritorna così nella capitale, ma a un certo punto origlia dalla camera della sua concubina e scopre che Nellifer e Treneh stanno ordendo un nuovo piano per ucciderlo. Cheope irrompe e sfida Treneh in un duello di spade, nel quale i due si feriscono mortalmente. L'agonizzante faraone vede Nellifer indossare la stessa collana riccamente ornata di prima, e ha appena la forza di chiamare il suo migliore amico e sommo sacerdote, Hamar; questi riesce purtroppo solo a costatare la morte dell'amico faraone.
Sospettando però di Nellifer e ritenendo la tomba veramente a prova di profanatori, persino per Vashtar e Senta, il sacerdote libera questi ultimi due dalle loro condanne a morte, e li lascia partire nelle loro terre d'origine con tutto il loro popolo, un po' per compassione, e un po' come parte di un piano per sconfiggere Nellifer. Durante i funerali del Faraone, Hamar si fa accompagnare da Nellifer nella sala di sepoltura, in quanto questa deve "dare l'ordine" di sigillare il sarcofago. L'ordine viene eseguito, ma con ciò si attiva un meccanismo costruito da Vashtar per sigillare la tomba. Hamar comunica così a Nellifer che rimarranno rinchiusi all'interno, poiché la tomba è sigillata.

## Produzione
Il film venne girato in Egitto e negli studi della Titanus a Roma.
Il regista Howard Hawks voleva girare un film che utilizzare il nuovo sistema Cinemascope e pensava che una storia legata alla costruzione delle piramidi fosse un'ottima idea.
Venne chiesta l'assistenza di diversi egittologi per cercare maggiore realismo ma se alcuni fatti possono essere considerati veritieri (l'utilizzo delle rampe per lo spostamento dei blocchi) altre cose sono state inserite nonostante non sia possibile confermare la loro veridicità (il trasporto dei blocchi sulle imbarcazioni).
Nel film appare anche la cantante italo-francese Dalida come controfigura di Joan Collins.

## Accoglienza
Negli Stati Uniti, il film ha incassato 1 milione e mezzo di dollari, la metà rispetto al budget stimato di 2,9 milioni.
Il cast comprendeva attori anche molto validi ma purtroppo poco o per nulla conosciuti negli Stati Uniti.
La risposta del pubblico non fu positiva e per questo motivo il regista dovette attendere 4 anni prima di girare un nuovo film.